# János Martinek
Dans le nom hongrois Martinek János, le nom de famille précède le prénom, mais cet article utilise l’ordre habituel en français János Martinek, où le prénom précède le nom.
János Martinek, né le 23 mai 1965 est un pentathlonien hongrois.

## Biographie
Double champion olympique, médaillé de bronze aux championnats du monde et aux Jeux olympiques, il remporte le titre de champion national en individuel en 1987, et prend la troisième place en 1991, 1993 et 1996.

## Palmarès
| Discipline/Année                         | 1987 | 1988 | 1989 | 1990 | 1991 | 1992 | 1993 | 1994 | 1995 | 1996 | 1997 |
| ---------------------------------------- | ---- | ---- | ---- | ---- | ---- | ---- | ---- | ---- | ---- | ---- | ---- |
| Jeux olympiques Individuel               | -    | 1e   | -    | -    | -    | -    | -    | -    | -    | 3e   | -    |
| Jeux olympiques Équipe                   | -    | 1e   | -    | -    | -    | -    | -    | -    | -    | -    | -    |
| Championnats du monde seniors Individuel | -    | -    | -    | -    | -    | -    | -    | 3e   | -    | -    | -    |
| Championnats du monde seniors Équipe     | 1e   | -    | 1e   | -    | -    | -    | -    | -    | -    | -    | -    |
| Championnats du monde seniors Relais     | -    | -    | 1e   | -    | -    | -    | -    | 1e   | -    | -    | -    |
| Championnats d'Europe seniors Individuel | -    | -    | -    | -    | -    | -    | -    | -    | -    | -    | -    |
| Championnats d'Europe seniors Équipe     | 2e   | -    | -    | -    | -    | -    | -    | -    | -    | -    | 2e   |
| Championnats d'Europe seniors Relais     | -    | -    | -    | -    | 1e   | -    | -    | -    | -    | -    | -    |

Ce palmarès n'est pas complet

## Honneurs et distinctions
- Il est élu pentathlonien de l'année en 1988, 1994 et 1996.